# Técnica MACS
La técnica MACS (siglas del inglés Magnetic Activated Cell Sorting) es un procedimiento de selección magnética de espermatozoides que tiene como objetivo descartar espermatozoides apoptóticos, ya que estos poseen una probabilidad inferior de dar lugar a un embrión y un embarazo.

## Fundamento
La técnica MACS permite eliminar de una muestra de semen los espermatozoides que han iniciado el proceso apoptótico. Para ello se basa en la detección de la externalización de la fosfatidilserina.
La fosfatidilserina es un fosfolípido de membrana que en espermatozoides sanos se encuentra en el interior de la bicapa lipídica. Sin embargo, cuando un espermatozoide dañado inicia la apoptosis, la fosfatidilserina se transloca al exterior de la bicapa lipídica.
Este pequeño cambio molecular puede ser detectado mediante la anexina V, una proteína que presenta alta afinidad por la fosfatidilserina externalizada de los espermatozoides en apoptosis.
De este modo, la selección magnética de espermatozoides apoptóticos se basa en el empleo de microesferas magnéticas adheridas a anexina V, que se unen a los espermatozoides dañados. Finalmente, la muestra seminal se introduce en una columna acoplada a un imán, donde quedarán retenidos los espermatozoides apoptóticos. 
Por otro lado, todos los espermatozoides que no hayan quedado retenido en la columna serán aquellos no apoptóticos y que, por tanto, se emplearán posteriormente en técnicas de reproducción asistida.

## Indicaciones
Esta técnica está principalmente indicada en aquellas parejas en las que la infertilidad es de origen masculino o idiopática, como, por ejemplo:
- Alta fragmentación del ADN espermático, dada su elevada correlación con la apoptosis
- Fracaso en ciclos anteriores
- Baja tasa de fecundación en ciclos anteriores
- Mala calidad embrionaria en ciclos anteriores, de origen no ovocitario
- Abortos de repetición